# Le Girouard
Le Girouard – miejscowość i gmina we Francji, w regionie Kraj Loary, w departamencie Wandea.
Według danych na rok 1990 gminę zamieszkiwało 466 osób, a gęstość zaludnienia wynosiła 19 osób/km² (wśród 1504 gmin Kraju Loary Le Girouard plasuje się na 861. miejscu pod względem liczby ludności, natomiast pod względem powierzchni na miejscu 413.).